# Episodi di Dharma & Greg (terza stagione)
La terza stagione della serie televisiva Dharma & Greg, composta da 24 episodi, è stata trasmessa in prima visione negli Stati Uniti da ABC tra il 21 settembre 1999 e il 16 maggio 2000.
In Italia è stata trasmessa in prima visione su Italia 1 dal 23 febbraio al 6 settembre 2002.
| nº | Titolo originale                | Titolo italiano                      | Prima TV USA      | Prima TV Italia  |
| -- | ------------------------------- | ------------------------------------ | ----------------- | ---------------- |
| 1  | One Flew Over the Lawyer's Desk | La via dell'illuminazione (1ª parte) | 21 settembre 1999 | 23 febbraio 2002 |
| 2  | Welcome to the Hotel Calamari   | La via dell'illuminazione (2ª parte) | 28 settembre 1999 | 23 febbraio 2002 |
| 3  | Dharma's Inferno                | L'inferno di Dharma                  | 5 ottobre 1999    | 2 marzo 2002     |
| 4  | Play Lady Play                  | Sotto processo                       | 12 ottobre 1999   |                  |
| 5  | I Did It for You, Kitty         | Lady San Francisco                   | 19 ottobre 1999   | 9 marzo 2002     |
| 6  | The Very Grateful Dead          | La morte riparatrice                 | 26 ottobre 1999   |                  |
| 7  | Fairway to Heaven               | Scorciatoia per il paradiso          | 2 novembre 1999   | 16 marzo 2002    |
| 8  | Tie-Dying the Knot              | Matrimonio psichedelico              | 9 novembre 1999   |                  |
| 9  | Law and Disorder                | Un avvocato improvvisato             | 16 novembre 1999  | 23 marzo 2002    |
| 10 | Thanksgiving Until It Hurts     | Ringraziate e scoppiate              | 23 novembre 1999  |                  |
| 11 | Lawyers, Beer and Money         | Insidie pubblicitarie                | 30 novembre 1999  | 22 agosto 2002   |
| 12 | Looking for the Goodbars        | In cerca dei signori Goodbar         | 14 dicembre 1999  | 23 agosto 2002   |
| 13 | Drop Dead Gorgeous              | Bella da morire                      | 11 gennaio 2000   | 24 agosto 2002   |
| 14 | Good Cop, Bad Daughter          | Poliziotto buono, figlia cattiva     | 25 gennaio 2000   | 26 agosto 2002   |
| 15 | The Trouble with Troubadour     | Week-end con la star                 | 8 febbraio 2000   | 27 agosto 2002   |
| 16 | Weekend at Larry's              | Non c'è pace tra i fiori             | 15 febbraio 2000  | 28 agosto 2002   |
| 17 | The Spy Who Said He Loved Me    | Due dentro l'armadio                 | 22 febbraio 2000  | 29 agosto 2002   |
| 18 | A Night to Remember             | L'odore dei ricordi                  | 29 febbraio 2000  | 30 agosto 2002   |
| 19 | The Best Laid Plans             | Il meglio per ogni sera              | 14 marzo 2000     | 31 agosto 2002   |
| 20 | Talkin' 'Bout My Regeneration   | Confessione karmica                  | 4 aprile 2000     | 2 settembre 2002 |
| 21 | Big Daddy                       | Paparone                             | 11 aprile 2000    | 3 settembre 2002 |
| 22 | Your Place or Mine              | Mobili da scapolo                    | 2 maggio 2000     | 4 settembre 2002 |
| 23 | Hell to the Chief               | Divergenze al vertice                | 9 maggio 2000     | 5 settembre 2002 |
| 24 | Be My Baby                      | Un bebè al volante                   | 16 maggio 2000    | 6 settembre 2002 |

## La via dell'illuminazione (1ª parte)
- Titolo originale: One Flew Over the Lawyer's Desk
- Diretto da: Amanda Bearse
- Scritto da: Don Foster (sceneggiatura), Bill Prady (sceneggiatura) e Chuck Lorre (soggetto)

### Trama
Interrogandosi sul suo posto nell'universo, Greg inizia un viaggio alla scoperta di se stesso, esplorando le ragioni che lo hanno spinto a diventare avvocato.
- Ascolti USA: 16 540 000 telespettatori[23]

## La via dell'illuminazione (2ª parte)
- Titolo originale: Welcome to the Hotel Calamari
- Diretto da: Amanda Bearse
- Scritto da: Don Foster (sceneggiatura), Sid Youngers (sceneggiatura), Chuck Lorre (soggetto) e Bill Prady (soggetto)

### Trama
Nel tentativo di ritrovare se stesso, Greg intraprende un "viaggio alla scoperta di sé stesso", che termina in un motel squallido.
- Ascolti USA: 13 540 000 telespettatori[24]

## L'inferno di Dharma
- Titolo originale: Dharma's Inferno
- Diretto da: Amanda Bearse
- Scritto da: Julie Larson (accreditata come Julie Ann Larson) (sceneggiatura), Rachel Sweet (sceneggiatura), Michelle Nader (soggetto) e Jonathan Schmock (soggetto)

### Trama
Quando le difficoltà finanziarie della disoccupazione di Greg si fanno sentire, Dharma accetta una serie di nuovi lavori e fa un patto col diavolo per arrivare a fine mese: accetta assegni di nascosto da Kitty in cambio di più tempo da trascorrere insieme con suocera e nuora. Solo quando Edward porta Greg a una festa di alti dirigenti, mentre Kitty la porta all'opera per vedere il "Faust", Dharma torna in sé e rientra di corsa giusto in tempo per impedire a Greg di accettare un lavoro in azienda.
- Ascolti USA: 16 340 000 telespettatori[25]

## Sotto processo
- Titolo originale: Play Lady Play
- Diretto da: Robert Berlinger
- Scritto da: Eddie Gorodetsky (sceneggiatura), Fred Greenlee (sceneggiatura) e Chuck Lorre (soggetto)

### Trama
Dharma accetta di suonare la batteria nella band di un amico, un gruppo di adolescenti che suonano in garage. Nel frattempo, aiuta Greg a superare la crisi, provocando di proposito discussioni con lui.
- Guest star: Bob Dylan (se stesso), Jane Lynch (Sheryl).
- Ascolti USA: 15 170 000 telespettatori[26]

## Lady San Francisco
- Titolo originale: I Did It for You, Kitty
- Diretto da: Robert Berlinger
- Scritto da: Jonathan Schmock (sceneggiatura), Regina Stewart (sceneggiatura), Julie Larson (accreditata come Julie Ann Larson) (soggetto) e Chuck Lorre (soggetto)

### Trama
Di fronte alla crisi di mezza età di Kitty, Dharma decide di aiutarla a realizzare il sogno della sua vita: vincere un concorso di bellezza.
- Ascolti USA: 14 950 000 telespettatori[27]

## La morte riparatrice
- Titolo originale: The Very Grateful Dead
- Diretto da: Amanda Bearse
- Scritto da: Jenna Bruce (sceneggiatura), Michelle Nader (sceneggiatura), Bill Prady (soggetto) e Regina Stewart (soggetto)

### Trama
Dharma si convince che il fantasma di una vicina recentemente deceduta voglia sbrigare una questione in sospeso e ben presto lo spirito inizia a perseguitare Greg in modo piuttosto carnale.
- Ascolti USA: 14 600 000 telespettatori[28]

## Scorciatoia per il paradiso
- Titolo originale: Fairway to Heaven
- Diretto da: Ken Levine
- Scritto da: Rachel Sweet (sceneggiatura), Sid Youngers (sceneggiatura), Bill Prady (soggetto) e Regina Stewart (soggetto)

### Trama
Greg decide che la realizzazione della sua vita risiede nel campo da golf professionistico, ma Dharma non è così convinta se lasciarlo giocare fino in fondo, dato che il viaggio di Greg alla scoperta di sé potrebbe comportare il trasferimento in Scozia.
- Ascolti USA: 13 450 000 telespettatori[29]

## Matrimonio psichedelico
- Titolo originale: Tie-Dying the Knot
- Diretto da: Chuck Lorre
- Scritto da: Don Foster (sceneggiatura), Eddie Gorodetsky (sceneggiatura), Michelle Nader (soggetto) e Jonathan Schmock (soggetto)

### Trama
Abby e Larry decidono di ufficializzare il loro matrimonio dopo trent'anni di felicità senza matrimonio, a patto che riescano a convincere Kenny Loggins a cantare alla cerimonia. Nel frattempo, Greg chiude il cerchio nella sua ricerca di tranquillità quando un residente part-time del parco locale si rivolge a lui per un problema legale.
- Guest star: Kenny Loggins (se stesso).
- Ascolti USA: 15 350 000 telespettatori[30]

## Un avvocato improvvisato
- Titolo originale: Law and Disorder
- Diretto da: Amanda Bearse
- Scritto da: Jenna Bruce (sceneggiatura), Chuck Lorre (sceneggiatura) e Regina Stewart (soggetto)

### Trama
Greg avvia la sua attività di avvocato privato a domicilio, ma Dharma continua a risolvere i problemi dei suoi clienti offrendo loro consigli gratuiti che rendono inutili azioni legali. Per lavorare lontano da casa, Greg decide di affittare un ufficio squallido, ma Dharma continua a interferire fra lui e i suoi clienti. Allora quando Pete chiede una consulenza legale riguardo alla loro comune padrona di casa, la signora Spinoza, Greg affida il caso a Dharma. Dharma si rivolge alla padrona di casa per conto degli altri inquilini e ottiene ciò che si merita per aver creduto che l'avido squalo fosse una dolce vecchietta. Nel frattempo, Larry porta avanti una faida sempre più vendicativa contro il suo vicino, che si rivela essere suo zio. La situazione sfugge di mano a tal punto che Greg è disperato, ma a un certo punto moglie e marito hanno un'idea: scambiarsi i loro casi. L'idea funziona: Dharma riesce a riappacificare Larry e suo zio, mentre Greg fa causa alla signora Spinoza.
- Ascolti USA: 17 500 000 telespettatori[31]

## Ringraziate e scoppiate
- Titolo originale: Thanksgiving Until It Hurts
- Diretto da: Amanda Bearse
- Scritto da: Michelle Nader (sceneggiatura), Sid Youngers (sceneggiatura) e Bill Prady (soggetto)

### Trama
Nel tentativo di rendere il Ringraziamento più piacevole del disastro dell'anno scorso (che vediamo nel flashback in cui Kitty aggrediva Larry a tavola e tutti si urlavano addosso a squarciagola), Dharma e Greg escogitano un piano per evitare completamente le loro famiglie. Decidono di informare le loro famiglie della loro decisione in un ristorante pubblico, in modo da evitare brutte scene. Annunciano che celebreranno il Ringraziamento separatamente e che faranno volontariato al centro anziani. 
Kitty dice che il Ringraziamento precedente era andato benissimo. Edward dice che ora si riuniranno tutti. Ma poi i genitori ricominciano a litigare quando Kitty ed Edward affermano che Larry e Abby hanno rovinato il Ringraziamento precedente quando si sono presentati vestiti da nativi americani. Dharma coglie anche l'occasione per dire a Greg di avergli scattato una foto nudo nella doccia e di averla lasciata da Jane. Jane ha preso la foto e l'ha pubblicata su internet.
Quando diventa chiaro quanto questo abbia ferito tutti, Dharma e Greg decidono di rispettare i sentimenti di tutti. Per prima cosa, accettano di andare da Larry e Abby, poiché Abby aveva portato una zucca nata dalla torta che Dharma aveva vomitato quando aveva 4 anni. Abby aveva ricordi legati a quell'incidente e ogni anno preparavano una torta fatta con la zucca, una discendente diretta dei semi di zucca che Dharma aveva vomitato quando aveva 4 anni. Dato che quest'anno Dharma sta facendo di testa sua, Abby le ha portato la zucca, così che potesse preparare la sua torta. 
Greg si rende conto di quanto significhi per lei il Giorno del Ringraziamento. Celia invita Greg e Dharma a conoscere sua madre, che è in visita negli Stati Uniti per la prima volta. Celia dice di aver parlato a sua madre di Greg per molti anni. Edward sente la notizia e ora devono andare anche da Kitty ed Edward. Nel frattempo Dharma ha accettato un invito da Pete e Jane.
I due finiscono più pieni di qualsiasi tacchino dopo aver consumato cinque cene del Ringraziamento: la loro (iniziano con una colazione abbondante perché non pensavano di riuscire a mangiare per tutto il giorno), la successiva da Pete e Jane (Pete ha perso una causa di mafia che gli ha sponsorizzato l'intera cena del Ringraziamento. Il cibo è incredibile e costringe Dharma e Greg a sedersi e consumare un pasto come si deve), una cucinata a malapena da Kitty (non cucina mai e quindi Dharma e Greg devono mangiare), un'altra da Abby e Larry (Abby è sconvolta per aver ucciso un tacchino in modo che Dharma e Greg possano avere una cena tradizionale, e quindi non possono rifiutare. Abby è inconsolabile perché crede che il tacchino abbia avuto dei figli), una al rifugio per anziani dove un'anziana signora, ormai in preda alla demenza senile, scambia Dharma e Greg per i suoi figli, che l'hanno abbandonata. Insiste perché i suoi figli (Dharma e Greg) mangino con lei e Dharma non riesce a dire di no, e un'ultima con la famiglia di Celia. La famiglia di Celia litiga, esattamente come era successo con la famiglia di Dharma e Greg l'anno scorso.
- Guest star: Lillian Hurst (Celia).
- Ascolti USA: 18 150 000 telespettatori[32]

## Insidie pubblicitarie
- Titolo originale: Lawyers, Beer and Money
- Diretto da: Asaad Kelada
- Scritto da: Eddie Gorodetsky (sceneggiatura), Jonathan Schmock (sceneggiatura), Jenna Bruce (soggetto) e Rachel Sweet (soggetto)

### Trama
Mentre il suo studio legale indipendente alle prime armi arranca, Greg si sente umiliato quando Dharma fa centro in uno spot televisivo i cui produttori l'hanno beccata in una promozione a tarda notte per l'attività di Greg, dove Dharma appare nello spot del suo avvocato. Dharma ha impiegato 26 riprese per girare lo spot di Greg. Kitty è sconvolta nel vedere lo spot di Greg in TV. Dice che Greg ha frequentato le migliori scuole e avrebbe potuto diventare qualsiasi cosa desiderasse. Eppure, si sta vendendo in TV come una specie di manico di scopa. Abby dice che Greg sta incoraggiando le persone a fare causa proprio come una pubblicità di armi. Larry dice che la pubblicità crea desiderio, il desiderio causa malcontento e il malcontento causa sofferenza. Secondo Larry, sono le pubblicità, le guerre e la fame a causare sofferenza.
Greg sostiene che la maggior parte degli annunci di avvocati siano disonesti e che lui, almeno, sta cercando di aiutare gli oppressi. Greg afferma che chi ha davvero bisogno del suo aiuto saprebbe chi chiamare in base al suo spot.
L'attività di Greg fallisce, ma Dharma si aggiudica ricchi contratti pubblicitari (a partire da uno spot di una birra) e guadagna bene. Dharma assume Greg come suo avvocato per le trattative, ma non ne ha bisogno perché avrebbe lavorato allo spot di una scatola di ciambelle. I produttori le avevano già offerto le condizioni standard più i bonus. Larry è contento di vedere Dharma in TV e rinuncia al suo antagonismo nei confronti della pubblicità.
Dharma compra dei regali per Greg (un televisore gigante) che lo mettono a disagio. Greg dice: "I tuoi soldi sono i tuoi soldi e i miei soldi sono i nostri soldi". Greg afferma di sentirsi più a suo agio a pagare le bollette con i soldi che guadagna. Greg continua a non trovare lavoro come avvocato e inizia a dare la caccia alle ambulanze.
Greg non riesce ad accendere la TV. Pete dice a Greg che la sta prendendo male. I due migliori anni della vita di Pete sono stati quando era mantenuto da una donna che viveva vicino al porto turistico. Greg restituisce la nuova TV e dice a Dharma che era troppo grande per l'appartamento. Greg dice che se ne ha bisogno, la comprerà da solo. Dharma finisce per litigare duramente con Greg su questo argomento. Lei sfoga la sua frustrazione su una macchina del gioco "colpisci la talpa". Greg ammette di essere spaventato perché sta fallendo per la prima volta nella sua vita. Pensava di potercela fare da solo, senza l'aiuto di nessuno, ma non è così. Non voleva che Dharma pensasse che fosse sposata con un perdente. Dharma e Greg risolvono le loro divergenze e Dharma dice che, indipendentemente da tutto, ama Greg. Ma Greg continua a non volere la TV.
Dharma decide di iniziare dalle piccole cose e dimostrare il suo apprezzamento a Greg in piccoli modi. Ma non appena si offre volontaria per pagare un'uscita al bar, scoppia un altro litigio. Greg dice: "I tuoi soldi sono i tuoi soldi e i miei soldi sono i nostri soldi". Greg sente che persino il cameriere lo sta giudicando. Gli dice che è il suo compleanno e che sua moglie gli offre una cena. Greg trova un modo per accettare la situazione, visto che Dharma non cede. Dice al cameriere che sua moglie gli offre la cena e che non deve dare spiegazioni a nessuno.
- Ascolti USA: 13 420 000 telespettatori[33]

## In cerca dei signori Goodbar
- Titolo originale: Looking for the Goodbars
- Diretto da: J.D. Lobue
- Scritto da: Fred Greenlee (sceneggiatura), Chuck Lorre (sceneggiatura) e Regina Stewart (soggetto)

### Trama
Pete e Jane litigano e all'ultimo minuto rifiutano l'invito di Dharma e Greg per un concerto degli Aerosmith. Non riescono a trovare amici sostitutivi che si uniscano a loro per il concerto con così poco preavviso. Greg non voleva chiedere a Larry e Abby perché sono adulti e dovrebbero avere la loro cerchia di amici. Persino Abby e Larry li scaricano, e alla fine prendono Kitty ed Edward, che sono dei veri guastafeste. Preoccupati di aver finito gli amici, Dharma e Greg "intervistano" una serie di potenziali coppie per vedere chi soddisfa i loro rigidi requisiti. Temono che i loro figli non abbiano nessuno con cui divertirsi.  
Cominciano dal vecchio collega di Greg, Paul, e sua moglie Sarah. Erano anche loro al concerto degli Aerosmith. Dharma li separa quando suggerisce che potrebbe essere stato il diavolo a intervenire, sotto forma di Sarah, per distogliere Paul dal diventare prete. Paul stava studiando per diventare sacerdote quando Sarah lo incontrò, e Paul iniziò a corteggiarla. Dharma afferma che la maggior parte delle religioni prevede una prova che riafferma la fede di una persona in Dio e la capacità di resistere alle tentazioni. Paul rinuncia a Sarah e torna al servizio del Signore. 
Nel frattempo, Jane e Pete stanno litigando sempre più duramente. Jane incolla Pete al pulsante dell'ascensore con la super colla. Pete mette della tintura nel soffione della doccia e fa diventare Jane completamente blu. Jane gli rasa una parte dei capelli. Poi cattura Pete, gli sigilla la bocca con del nastro adesivo e lo trasporta su una carriola.
Dharma e Greg incontrano Doug e Cynthia per caso. La loro macchina si è rotta sul ciglio della strada. Cynthia condivide le stesse stranezze di Dharma e chiama la sua macchina "Sally". Tra loro va tutto bene. Ma la situazione è un po' troppo tesa. Belle conversazioni, cene, film insieme, regali costosi... e Doug e Cynthia li lasciano.
Si accusano a vicenda di essere stati troppo insistenti. Greg ha detto "vi vogliamo bene" ben 12 volte una sera. Dharma li aveva invitati a conoscere i suoi genitori. Dharma suggerisce di andare a vedere cosa fanno Doug e Cynthia senza di loro. Dharma vuole scoprire se li stanno tradendo. Trovano Doug e Cynthia al ristorante preferito di Dharma a cena con un'altra coppia. Greg e Dharma sono feriti e tornano dai loro genitori. Dharma, Greg, Abby e Larry vanno al cinema insieme.
- Guest star: Patrick Fabian (Doug), Catherine Dent (Cynthia), David Beach (Paul) e Cynthia LaMontagne (Sarah).
- Ascolti USA: 12 840 000 telespettatori[34]

## Bella da morire
- Titolo originale: Drop Dead Gorgeous
- Diretto da: Amanda Bearse
- Scritto da: Bill Prady (sceneggiatura), Rachel Sweet (sceneggiatura) e Chuck Lorre (soggetto)

### Trama
Scoprendo che Greg è sommerso dalle scartoffie e che i suoi sforzi per aiutarlo portano solo a incontri sessuali sulla scrivania (ogni volta che Dharma si china per raccogliere qualcosa, Greg vuole fare sesso con lei), Dharma decide di assumergli una segretaria legale di prim'ordine. Cerca di farsi consigliare dall'ex segretaria di Greg, Marlene, ma scopre che l'unica vera abilità di Marlene è quella di sottrarsi al lavoro. Rende la vita di Pete un inferno davanti a Dharma, per un semplice fascicolo. Marlene non si alza dalla sedia, nonostante i ripetuti promemoria per il fascicolo. Costringe Pete ad andare allo schedario da solo, mentre il fascicolo è rimasto accanto a Marlene per tutto questo tempo. Marlene dice che Greg è un gran lavoratore e si aspetta che la sua squadra venga al lavoro ogni giorno. Consiglia a Dharma di scegliere con attenzione, poiché è molto difficile licenziare qualcuno a causa delle leggi sul lavoro.
Dopo aver sottoposto i candidati a una serie di test, sia di abilità che New Age (professionali, spirituali, tarocchi, oroscopi ecc.), Dharma trova la segretaria perfetta: l'intelligente, premurosa e spiritualmente incentrata Kim, che per puro caso è anche un'ex modella. Kim ha abbandonato la facoltà di giurisprudenza per diventare una modella e se ne è sempre pentita. Vuole lavorare come segretaria per guadagnare abbastanza soldi per completare la sua laurea in giurisprudenza.
Dharma prepara Greg dicendogli di non giudicare Kim dal suo aspetto. Il modo in cui Dharma la descrive, fa credere a Greg che sia una strega orribile. Si scopre che Kim è bella da morire. Dharma dice che Kim medita e pratica yoga. Kim è molto agile e riesce a fare posizioni che Dharma non si sogna nemmeno. Greg crede che Dharma stia mettendo alla prova il suo autocontrollo.
Nonostante lo scetticismo di Jane, Dharma insiste nel fidarsi completamente di Greg e fa di tutto per farli incontrare, arrivando persino a portarla a un ballo di beneficenza organizzato da Kitty. Kim non ha un fidanzato e appare estremamente vulnerabile. Dharma dice che il ballo di beneficenza è un'ottima occasione per incontrare qualche scapolo di successo. Dato che Kim non fa sesso da più di un anno, Dharma pensa che questo sarebbe un ottimo modo per conoscere nuove persone. Dharma va a un raduno di beneficenza presso la cantina Smothers Brothers con Abby e Larry. Greg porta Kim all'evento di beneficenza e la presenta a Kitty. Kim indossa un abito rosso scollato ed è bellissima. Persino Edward non riesce a staccarle gli occhi di dosso. Quando i freni dell'auto che Kim avrebbe dovuto far riparare si rompono, la fiducia di Dharma sembra un errore fatale.
Sembra che Kim e Kitty abbiano frequentato la stessa università. Kitty chiede a Greg di portare Kim al ballo. Kitty vorrebbe che Greg avesse incontrato Kim prima. Dharma sopravvive all'incidente e torna a casa trovando Kim in vestaglia. Si scopre che è stata sorpresa dalla pioggia e Greg l'ha riportata a casa e le ha dato la vestaglia di Dharma da indossare. Dharma butta Kim dalla finestra. A quanto pare Dharma ha sognato tutto. Kim sta ancora facendo il colloquio con lei. Dharma decide di assumere Marlene.
- Guest star: Liz Vassey (Kim).
- Ascolti USA: 19 410 000 telespettatori[35]

## Poliziotto buono, figlia cattiva
- Titolo originale: Good Cop, Bad Daughter
- Diretto da: Randy Cordray
- Scritto da: Regina Stewart (sceneggiatura), Don Foster (sceneggiatura) e Chuck Lorre (soggetto)

### Trama
Dharma fa amicizia con due poliziotti, Bill ed Ellen, dopo averli aiutati a catturare un ladro, quando lo insegue accidentalmente pensando che avesse perso il portafoglio. Questo fa infuriare suo padre Larry, anticonformista, che definisce i poliziotti gli inconsapevoli esecutori di un sistema oppressivo che rende i poveri disperati e li costringe a rubare. Dharma e Larry stanno organizzando una festa a sorpresa per il compleanno di Abby. Dharma vuole preparare la torta, dato che Larry non sa come si fa.
I poliziotti vanno a casa di Dharma e le portano un regalo. Larry e Abby stanno cenando da Dharma nello stesso momento. Larry è arrabbiato perché Dharma è amica dei poliziotti. Larry dice che Dharma sta sputando in faccia a tutto quello che le ha insegnato. Larry chiede a Dharma di scegliere, e Dharma dice che Larry si sbaglia sui suoi nuovi amici. Larry decide di andarsene. La faida familiare rischia di rovinare la festa di compleanno a sorpresa di Abby.
Nel frattempo Dharma usa i suoi nuovi amici per infastidire Jane e Pete fermandoli, mentre guidano, senza alcun motivo. Pete ha paura di perdere la patente, e così fa cambio di posto con Jane. Jane non ha nemmeno la patente.
Greg cerca di ragionare con Larry per conto di Dharma e di convincerli a riappacificarsi. Ma entrambi sono irremovibili: Larry non perdonerà mai i poliziotti. Larry dice di non avere figlie. Larry chiama i poliziotti "la punta d'acciaio", lo stivale militare del sistema. Greg dice che Larry ha trovato in cuor suo il perdono, nonostante lavorasse per il Governo. Larry dice di essere stato picchiato con manganelli e bastoni, gassato, marchiato e trascinato in prigione perché le sue opinioni non erano accettabili. Dharma dice che Larry si sbaglia su questi due poliziotti in particolare. Dice di aver sentito le argomentazioni di Larry per tutta la vita e sa che questa volta ha torto.
Larry decide di organizzare la festa per Abby da solo. Larry detesta il fatto che organizzino feste di compleanno separate per Abby. Abby li implora di seppellire le loro divergenze e di unire le loro feste. La festa di Larry si terrà in cucina, mentre quella di Dharma nella sua vecchia stanza. Abby dice che è il suo compleanno e vuole che sia Dharma a fare il primo passo verso Larry. Larry vuole che la festa si svolga in cucina. Dharma dice che alla sua festa ci sono cibo cinese e tre tipi di pasta.
Tutti gli invitati alla festa di Larry vanno da Dharma, ma Larry non si smuove. Anche gli amici poliziotti partecipano alla festa di Dharma per Abby. Le hanno portato in regalo una trapunta antica. Larry è furioso e dice che l'unico modo in cui i poliziotti entrano in casa sua è con un mandato e un ariete. Larry ha un infarto durante una discussione, quando si rende conto che tutta la sua famiglia gli si è rivoltata contro.
Gli amici poliziotti di Dharma lo portano in ospedale. Si scopre che era gas. Dharma e Larry fanno pace e mangiano un hot dog insieme.
- Guest star: Andy Comeau (Bill), Sara Mornell (Ellen).
- Ascolti USA: 20 560 000 telespettatori[36]

## Week-end con la star
- Titolo originale: The Trouble with Troubadour
- Diretto da: Asaad Kelada
- Scritto da: Eddie Gorodetsky (sceneggiatura), Jonathan Schmock (sceneggiatura) e Chuck Lorre (soggetto)

### Trama
Geoffrey, impiegato d'albergo sarcastico, rovina i piani della fuga romantica di San Valentino della coppia. Greg aveva chiesto una camera con vista mare completa, ma la lettera di conferma dice che gli è stata assegnata una camera con vista mare parziale. Greg telefona al resort per assicurarsi che gli venga assegnata la camera con vista mare completa.
Intanto, Dharma dà una mano ai cantautori Lyle Lovett e K.D. Lang, delusi e insoddisfatti nonostante la loro fama e fortuna. Dharma ha suonato con Bob Dylan una volta; lui è un grande fan della terapia di Dharma, quindi consiglia a Lyle Lovett di seguire il programma della donna.
Quando Lyle arriva, Greg ne è entusiasta e ritarda la sua partenza chiamando di nuovo l'hotel. L'impiegato non gli riserva la camera con vista sull'oceano, quindi Greg accetta la camera con vista parziale e dice che arriveranno più tardi la sera. Dharma non era d'accordo a cambiare i suoi piani per Lyle, visto che era arrivato senza preavviso, cosa che considera scortese da parte della rock star. Ma Greg teme che se se ne va, Lyle potrebbe stare meglio al loro ritorno e non aver più bisogno del loro aiuto. Greg vuole sapere se Lyle ha intenzione di trasformare i suoi problemi personali nel materiale per la sua prossima canzone.
Dharma lo convince a fare il bucato, la colazione, a spazzare ecc. per aiutarlo a scoprire se stesso, cosa che fa. Greg è entusiasta del fatto che un musicista famoso alloggi a casa sua.
Lyle decide di fermarsi per la notte e Greg chiama di nuovo l'hotel per dire che arriveranno la mattina successiva, ma l'hotel rifiuta di confermare la prenotazione. Così, Greg decide di pagare per tutte e tre le notti e di arrivare la mattina seguente. La mattina seguente Lyle sta preparando dei pancake nella loro cucina. Abby e Larry erano venuti a casa loro per fare da dog sitter, dato che Dharma e Greg avrebbero dovuto andarsene per quell'ora. Larry racconta a Lyle di come nel 1972 sapesse che un giorno tutta la musica sarebbe stata venduta online. Chiamò internet il "Cervello Alveare Mondiale". Dharma non vuole che Greg parli a Lyle della sua musica o dei suoi film. Dharma porta Lyle a fare la spesa con sé al supermercato. Vuole che Lyle si renda conto che senza la sua musica e i suoi film, è solo un uomo semplice che vive come tutti gli altri. Dharma vuole che Lyle rimanga ancora un po', quindi Greg è costretto a rimandare di nuovo la loro partenza.
Greg e Dharma decidono finalmente di lasciare Lyle nel loro appartamento e di andare al resort. Il loro piano è di arrivare dopo le 21:00, quando il ristorante sarà chiuso. Così Greg ordina la cena in anticipo. Dharma si sente in colpa per aver lasciato Lyle da solo, così alla fine tornano a casa. Ma Lyle si sente a suo agio in casa. Inizia a scrivere una nuova canzone su tutte le cose che Dharma gli ha fatto fare in casa sua. Greg è preoccupato che Lyle ora viva con loro. Ma poi Lyle informa Dharma che si è ricaricato e se ne va.
Lyle convince una sua amica famosa, K.D. Lang, a seguire il programma di Dharma. Lyle si prende la libertà di far iniziare a K.D. il programma, in modo che non ci sia intervallo tra la partenza di Lyle e l'inizio del programma di K.D. a casa di Dharma. Nel frattempo Kitty ed Edward raggiungono il resort per reclamare la terza notte di Greg, ma la stanza è già stata assegnata.
- Guest star: Ian Ogilvy (Geoffrey), Lyle Lovett (se stesso) e K.D. Lang (se stessa).
- Ascolti USA: 17 490 000 telespettatori[37]

## Non c'è pace tra i fiori
- Titolo originale: Weekend at Larry's
- Diretto da: J.D. Lobue
- Scritto da: Bill Prady (sceneggiatura), Michelle Nader (sceneggiatura) e Julie Larson (accreditata come Julie Ann Larson) (soggetto)

### Trama
Larry e Abby stanno andando a Washington per il weekend per partecipare a una marcia di protesta, mentre Dharma e Greg sono impegnati a badare alla casa. Dharma e Greg non possono usare il tritarifiuti, soprattutto se c'è acqua che scorre al suo interno. Devono scoprire i pannelli solari per scaldare l'acqua, che però non possono rimanere scoperti per più di 20 minuti, altrimenti la quercia prenderà fuoco. Inoltre, l'acqua non si scalda affatto.
Mentre trascorrono il weekend a casa dei genitori di Dharma, Abby mostra a Greg tutti i posti che possono sostenere il peso per fare sesso. Il tavolo della cucina è bello al mattino, con la luce del sole che lo illumina direttamente. Greg non riesce a dormire nel letto dei suoceri perché lì i suoi suoceri fanno sesso.
Nel frattempo, Larry e Abby incontrano Edward e Kitty su un volo per Washington DC e scoprono che Edward deve testimoniare al Congresso su una questione ambientale contro cui Larry e Abby stanno protestando. Kitty ed Edward sono in prima classe, mentre Larry e Abby volano in classe economica. Kitty evita i Finkelstein appena saliti sull'aereo, fingendo di baciare Edward e nascondendo così il volto di entrambi. Larry li vede quando insiste di avere il diritto legale di usare qualsiasi bagno a bordo, sostenendo di poter usare i servizi igienici di prima classe.
Greg teme di essere in grave pericolo quando un vecchio amico di famiglia si presenta inaspettatamente: Nunzio e Stinky dissotterrano uno scheletro nel giardino di Larry. Greg ispeziona e scopre che lo scheletro appartiene a uno zio di Dharma. Larry lo ha seppellito lì per onorare la sua ultima richiesta. Abby coltiva i suoi pomodori accanto alla tomba e Greg li adora. Dharma impedisce a Greg di chiamare la polizia, perché questo metterebbe Larry nei guai. Dharma scava una fossa più profonda, riseppellisce le ossa e ci pianta delle margherite. Il giorno dopo Greg impedisce agli addetti ai lavori pubblici di scavare finché non potrà nascondere il corpo in un posto migliore. 
Gli addetti ai lavori pubblici vogliono far passare delle tubature nel giardino e il loro percorso li porterà direttamente attraverso la tomba.
Greg chiama Larry a Washington per ottenere il permesso di spostare il corpo. Larry non ha un cellulare. Quindi, Greg chiama Edward, che ha dovuto alzarsi nel bel mezzo della sua testimonianza al Congresso, per uscire e parlare con Larry al telefono. Larry ha promesso all'uomo che quello sarebbe stato il suo ultimo luogo di sepoltura e si rifiuta di spostarlo. Nel frattempo, Dharma si rifiuta di cedere davanti al capo della squadra dei lavori pubblici e afferma che non sposterà le sue margherite.
Greg ignora Larry e alla fine sposta il corpo, solo per scoprire che il Dipartimento dei Lavori Pubblici ha deviato le tubature per evitare le margherite che Dharma desidera tanto proteggere. Il corpo era stato sepolto sotto le margherite. Ma il loro nuovo percorso è il punto in cui è sepolto ora. I lavori pubblici alla fine trovano il corpo, ma si limitano a posizionare le tubature attorno ad esso invece di chiamare la polizia, perché non vogliono lavorare oltre le 17:00.
Intanto, Edward fa approvare la legge per i diritti di trivellazione al largo.
- Ascolti USA: 15 280 000 telespettatori[38]

## Due dentro l'armadio
- Titolo originale: The Spy Who Said He Loved Me
- Diretto da: Amanda Bearse
- Scritto da: Bill Prady (sceneggiatura), Regina Stewart (sceneggiatura), Sid Youngers (soggetto) e Rachel Sweet (soggetto)

### Trama
Dharma incontra un suo ex fidanzato, Scott, i cui infiniti e altisonanti racconti di jet set sembrano sempre più voli pindarici. Scott afferma di essere un tennista professionista e di viaggiare molto per il mondo. Scott si reca in Afghanistan, ha un appartamento a Pechino e, a quanto pare, insegna ping-pong ai cinesi. Dharma lo invita ad affittare un appartamento nel loro palazzo, al loro piano. Scott trascorre molto tempo a casa di Dharma e racconta storie di come abbia usato il budello di gatto per riparare una corda della chitarra, durante un concerto privato per il Sultano del Brunei.
Scott è un buon amico di Abby e Larry e lavorava anche per Greenpeace. Una volta, Scott ha messo il suo canotto proprio tra un peschereccio giapponese e una povera balena indifesa. Ha rinunciato a Greenpeace quando i giapponesi hanno messo una taglia sulla sua testa. Greg lo definisce un completo imbroglione. Greg afferma che Scott non è presente in nessuna classifica dei tennisti professionisti, in nessuna parte del mondo.
Greg è geloso e lo spia. Greg pensa che Scott stia prendendo in prestito storie da una sitcom di spionaggio degli anni '60.
Nel frattempo, l'ernia di Greg diventa un argomento di discussione popolare. Dharma va in giro a dire a tutti che Greg si è fatto l'ernia lunedì mentre cercava di sollevarla sotto la doccia per fare sesso. Il medico gli ha proibito di fare sesso o giocare a golf, anche quando Dharma si offre di stare sopra e fare tutto da sola. Dharma racconta tutta la storia anche al farmacista.
Greg continua a peggiorare la sua ernia per "stare al passo" con Scott, che sembra fare sesso sfrenato nel suo appartamento ogni sera con una nuova bomba sexy. Scott ha consumato due dozzine di preservativi comprati in farmacia meno di una settimana prima. Dharma cerca di distrarre Greg con un gioco di nomi di formaggi, ma Greg sente il bisogno di competere con Scott e finisce per tornare di nuovo dal Dottore. A causa della continua sfilata di ragazze, Dharma si chiede se Scott la tradisse mentre stavano insieme.
Greg vuole scoprire la verità su Scott e porta Pete con sé per irrompere nell'appartamento di Scott. Dharma scopre che Scott le ha mentito quando le ha detto che sua moglie è morta in un incidente in barca, dato che lui aveva detto alla sua attuale ragazza che era morta in un incidente sugli sci. Dharma ha fatto amicizia con l'attuale ragazza di Scott e le due si scambiano storie nell'appartamento di Scott, mentre Greg e Pete si nascondono nell'armadio di Scott. A Greg esce di nuovo l'ernia mentre cerca di impedire a Pete di cadere, fare un gran rumore e venire scoperto da Dharma e dall'attuale ragazza di Scott.
Dharma e Greg affrontano Scott nel loro appartamento e gli chiedono di rivelare la verità. Si scopre che Scott è una spia della CIA e viene trasferito altrove. Questo fa parte del suo lavoro: inventa una storia di copertura che lo liquida come bugiardo, permettendogli di continuare il suo vero lavoro come agente sotto copertura. Un elicottero arriva a prelevare Scott, confermando che è della CIA.
- Guest star: Jason Beghe (Scott Kelley).
- Ascolti USA: 18 790 000 telespettatori[39]

## L'odore dei ricordi
- Titolo originale: A Night to Remember
- Diretto da: Asaad Kelada
- Scritto da: Don Foster (sceneggiatura), Sid Youngers (sceneggiatura) e Rachel Sweet (soggetto)

### Trama
Con grande orrore di Greg, Dharma cerca di aiutare Donald, un cassiere del supermercato, a rendere memorabile la sua prima esperienza sessuale. Dharma promette di dare a Donald alcuni consigli su come soddisfare una donna. Larry e Abby sono d'accordo, poiché Abby afferma che in alcune culture la prima penetrazione vaginale è celebrata da tutta la tribù.
Dharma insegna a Donald il ruolo maschile nell'orgasmo femminile. Dharma insegna a Donald a prendersi il suo tempo e ad accarezzare delicatamente il corpo di Anita. Donald deve scegliere un luogo che sia comodo per entrambi. Dharma dice che il luogo per la prima volta è fondamentale, ma in seguito non avrà più la stessa importanza, e potrebbero farlo praticamente ovunque. Le opzioni di Donald sono il retro della sua auto o la casa del nonno cieco. Donald non può andare a casa sua, perché non gli è nemmeno permesso portare ragazze in camera.
Nel frattempo, Greg cerca i ricordi della sua infanzia, dato che Dharma ha ricordi d'infanzia molto vividi persino di momenti come i suoi primi passi. Abby afferma che il suo primo ricordo è la guerra di Troia, ma Greg decide che preferisce rimanere nel presente. Il primo ricordo di Greg risale a quando aveva 8 o 9 anni e andò al suo primo finto senato. Dharma dice che tutti i ricordi di Greg sono lì, e che deve solo trovare un modo per evocarli.
Abby tenta un esperimento e fa annusare a Greg l'odore della vaniglia. Questo gli fa ricordare di come a Greg non fosse mai permesso mangiare il gelato del camioncino che passava per il loro quartiere. Ma poi una volta una cameriera gli portò un Nutty-Butty e a Greg piacque. Greg fu beccato da Kitty e rispedito nella sua stanza. La cameriera fu rispedita a El Salvador.
Greg trascorre una notte nella sua vecchia stanza a casa dei genitori per rievocare i suoi ricordi, ma apprende da Kitty che la sua infanzia è stata solo un insieme di bugie. Kitty aveva detto a Greg di non essere mai stato allergico alle api e che quella bugia gli era stata raccontata solo per impedirgli di uscire e sporcarsi. Era mancino di natura, ma Edward lo aveva addestrato a essere destro.
Dato che Greg è lontano da casa, Dharma decide di permettere a Donald di usare il suo letto e quello di Greg per perdere la verginità con Anita. Dharma decide di non dire a Greg del suo accordo con Donald. Dharma parla anche con Anita per prepararla, ma Anita vuole solo fare sesso, dato che non vuole andare al college vergine. Dharma dice a Donald che Anita non prova per lui sentimenti profondi come lui per lei. A quanto pare, a Donald non importa affatto.
Larry cura la sua perdita di memoria a breve termine annusando un profumo raro. Trova il regalo che aveva comprato ad Abby per il suo 25° compleanno. Larry pensa che il profumo gli scateni i ricordi, ma lo fa cadere accidentalmente sul cane e ora deve annusarlo per rinfrescarsi la memoria.
Greg decide di tornare a casa perché non vuole più ricordare la sua infanzia e accidentalmente si infila nel letto di Donald e Anita.
- Guest star: J.D. Walsh (Donald) e Marissa Jaret Winokur (accreditata come Marissa Winokur) (Anita).
- Ascolti USA: 17 100 000 telespettatori[40]

## Il meglio per ogni sera
- Titolo originale: The Best Laid Plans
- Diretto da: Will Mackenzie
- Scritto da: Regina Stewart (sceneggiatura), Julie Larson (accreditata come Julie Ann Larson) (sceneggiatura), Chuck Lorre (soggetto) e Bill Prady (soggetto)

### Trama
Dharma porta Abby e Kitty in un ristorante lurido, dove ai tavoli c'è un cameriere sexy. Il locale è assolutamente disgustoso e puzza, ma le ragazze sono felici in presenza di questo adone. Dharma dice che non tradirà mai Greg, ma vuole essere in grado di apprezzare un bell'uomo. Kitty dice che il cameriere ha uno sguardo fumoso che scruta nel profondo della sua anima e sembra sapere esattamente di cosa ha bisogno. Kitty ammette che il sesso con Edward è diventato una routine monotona. Così, Dharma decide di darle qualche consiglio dal suo diario sessuale con Greg. Jane finge di soffocare con il cibo, solo per poter ottenere la manovra di Heimlich dal cameriere.
Per la prima volta nella sua vita, Dharma si deprime per la sua vita sessuale quando scopre, mentre analizza il suo diario sessuale in cerca di consigli per Kitty, che Greg non riesce a fare una mossa in camera da letto senza prima consultare la sua agenda. Fa sesso ogni 11 del mese sotto la doccia, si diverte con il cibo ogni volta che parte uno shuttle o quando gli uccelli migrano, e così via. Dharma inizia a osservare e tenere traccia dei loro rapporti sessuali, per confermare i suoi sospetti.
Nel frattempo, Greg, depresso, si confida con Pete, il quale lo convince che l'unica spiegazione logica per il declino della sua vita sessuale è che Dharma stia frequentando un'altra persona. Edward guida Greg a continuare a svolgere il suo dovere di marito e un giorno la passione nel suo matrimonio tornerà.
Dharma ora può prevedere le azioni sessuali di Greg con una precisione inquietante ed è profondamente depressa. Vuole che la sua vita sia spontanea e libera. Abby afferma che Greg è stato educato in questo modo solo per pianificare ogni momento della sua vita, inclusa la sua vita sessuale. Non è colpa sua. Abby suggerisce a Dharma di usare tecniche di modificazione comportamentale su Greg. Se non funzioneranno, Abby chiederà a Dharma di amare Greg con i suoi difetti.
Dharma, nel frattempo, prova sottili modifiche al comportamento, rendendosi insopportabile. Si spalma addosso formaggio puzzolente e mangia la cipolla più piccante che trova, nei giorni in cui sa che Greg farà sesso con lei. Greg continua a resistere, con i consigli di Edward che gli risuonano ancora nelle orecchie e nella mente. Greg pensa che Dharma lo stia tradendo. Pensa che Dharma stia facendo tutto il possibile per farsi lasciare in pace da Greg. Persino i clienti occasionali del bar concordano con Pete sul fatto che Dharma sembri tradire Greg, dopo aver ascoltato le sue storie. Ma Greg si rifiuta di accettare che Dharma lo stia tradendo. Crede che ci sia una spiegazione diversa. Greg torna a casa da Dharma per fare due chiacchiere. Dharma crede che Greg abbia capito cosa sta combinando e si allontana da Greg per "incontrare qualcuno". Greg è inorridito all'idea che Dharma possa far uscire il suo nuovo amante e se ne va. Dharma si era appena travestita da cheerleader per compiacere Greg, come da suo programma. Dharma segue Greg e gli dice di aver capito il suo programma.
Alla fine Dharma accetta, perché Greg dice di aver inventato il sistema per cercare di starle dietro. A quanto pare Greg era intimidito da Dharma, e questo era il suo modo per mantenere vivo il suo interesse. Kitty realizza la sua fantasia di cameriera con Edward.
- Ascolti USA: 16 940 000 telespettatori[41]

## Confessione karmica
- Titolo originale: Talkin' 'Bout My Regeneration
- Diretto da: Will Mackenzie
- Scritto da: Eddie Gorodetsky (sceneggiatura), Julie Larson (accreditata come Julie Ann Larson) (sceneggiatura), Don Foster (soggetto) e Sid Youngers (soggetto)

### Trama
Dharma esegue il rituale di liberazione dai suoi peccati, raccontando a tutti le bugie che ha raccontato negli ultimi 7 anni. Larry dice che è scienza. Ogni 7 anni il corpo produce nuove cellule e non si vuole appesantirle con i peccati delle vecchie cellule. Larry dice che possono succedere cose brutte se non ci si libera del proprio bagaglio cosmico.
Questa cerimonia si svolge ogni sette anni e rivela delle cose, ad esempio quando dice ad Abby di non aver mai fatto sesso con un poliziotto, di non aver mai avuto un'esperienza lesbica, di non aver mai fatto un lavaggio del colon e di essere andata a Disneyland, fa un'imitazione di Abby, che sarebbe meglio se rimanesse un peso. Dice a Greg che due settimane dopo il loro matrimonio, la sua ragazza ha chiamato e Dharma le ha detto che Greg era gay ed era in prigione. Ha finto di aver avuto un orgasmo. Lo ha fatto altre 30 volte.
Greg è disperato perché Dharma non va da Kitty come promesso e si confida con lei. Le racconta di aver spostato un nido d'uccello una volta (perché il rumore del loro cinguettio lo disturbava e non per la minaccia di un'aquila, come Greg aveva detto in precedenza a Dharma), il che, secondo Dharma, significa che i pulcini probabilmente sono morti di fame, dato che la mamma uccello non sarebbe riuscita a trovare il suo nido. Dharma è in lacrime perché Greg è un assassino di cuccioli.
Larry si comporta come se fosse il rappresentante sindacale di Celia e la convince a scioperare. Larry è sconvolto dal fatto che Celia non abbia accesso a un'assicurazione dentistica e non abbia nessuno che la rappresenti nelle trattative salariali con i Montgomery. Larry porta Celia a casa sua e le dice che non importa se Celia meriti o meno un accordo migliore, ne ha diritto. Questo dimostra quanto controllo Celia abbia sulla personalità di Kitty. Celia dava del decaffeinato a Kitty, annacquava i suoi Martini e spacciando un leggero lassativo per Valium. Senza Celia, Kitty è quasi impazzita e saltella in giro con il suo abito da sposa, cercando di fare il bucato.
Dharma mente a Kitty durante il rituale di liberazione. Dharma racconta tutte le cose che ha fatto a Kitty, come aver portato una scimmia al suo evento di beneficenza, una drag queen nella sua vasca idromassaggio, averle spedito i mobili da giardino in Messico e così via. Kitty è ubriaca e chiede a Dharma se ha fatto tutto quello che ha detto senza uno scopo preciso, e Dharma dice di no. Il karma cosmico di Dharma impazzisce e l'universo le si rivolta contro. I piccioni le defecano addosso, diventa incline agli incidenti e questo la costringe a confessare tutto a Kitty. Dharma confessa di aver apprezzato tutte le cose che ha fatto a Kitty. Kitty si stava riprendendo da una sbornia gigantesca e non aveva la minima idea di cosa stesse dicendo Dharma. Kitty perdona Dharma.
Greg cerca di negoziare tra Larry ed Edward e si scopre che nessuno dei due sa quanto viene effettivamente pagata Celia. Edward dice che il commercialista paga le bollette, mentre Larry non si è mai preoccupato di parlare con Celia. Edward accetta di soddisfare le richieste di Larry affinché Kitty possa tornare alla normalità, ma a quanto pare Larry non sa quali siano le sue richieste. Il nuovo contratto prevede il venerdì informale.
- Ascolti USA: 16 160 000 telespettatori[42]

## Paparone
- Titolo originale: Big Daddy
- Diretto da: Asaad Kelada
- Scritto da: Chuck Lorre (sceneggiatura), Bill Prady (sceneggiatura), Don Foster (soggetto) e Eddie Gorodetsky (soggetto)

### Trama
L'ex di Greg, Stephanie, vuole una lettera di raccomandazione per suo figlio Jeremy, affinché possa entrare nell'esclusiva scuola privata frequentata da Greg. Quando porta con sé il bambino, Greg e Jeremy vanno molto d'accordo, essendo palesemente simili. Questo porta Dharma a credere che Greg debba essere il suo padre biologico. Nel frattempo, un'osservazione di Edward fa sì che Kitty si ossessioni per Larry.
- Ascolti USA: 18 220 000 telespettatori[43]

## Mobili da scapolo
- Titolo originale: Your Place or Mine
- Diretto da: J.D. Lobue
- Scritto da: Sid Youngers (sceneggiatura), Jonathan Schmock (sceneggiatura) e Bill Prady (soggetto)

### Trama
Dharma scopre che Greg ha un deposito segreto che paga lui e di cui non sa nulla. Dharma trova la bolletta della ditta di deposito tra le altre bollette della casa, ma Greg non dice a cosa serve.
Greg ammette di aver tenuto tutte le sue cose in un deposito nel caso in cui le cose non andassero bene con Dharma. Dharma è arrabbiata perché Greg ha conservato la sua polizza assicurativa nel caso in cui quella strana ragazza si rivelasse un grosso errore. Dharma caccia Greg di casa e lui dorme nel suo ufficio.
Dharma perdona Greg, trova le sue vecchie cose nel magazzino e le porta a casa, quando si rende conto che Greg ha rinunciato a tutto per lei e che l'appartamento è pieno solo delle sue vecchie cose. Dharma si rende conto di non aver rinunciato a nulla nel loro matrimonio.
Greg torna a casa e trova tutte le sue vecchie cose nell'appartamento di Dharma. Dopo aver sostituito i suoi mobili con quelli da scapolo di Greg, Dharma è una donna diversa. Dharma scopre che Greg aveva una macchina per sci e una lucidatrice elettrica per scarpe. Non possono più fare sesso sul divano di Greg perché continuano a scivolare. Le cose di Dharma erano molto più pratiche.
Abby trova i mobili malvagi perché sono pelli di animali morti tese su acciaio freddo e duro. Abby è sconvolta nello scoprire che è stata un'idea di Dharma spostare i mobili nel suo appartamento. Abby implora Greg di sbarazzarsi di quella roba se ama Dharma. I mobili fanno impazzire Dharma, la fanno diventare meccanica e cinicamente ambiziosa. Dharma non è in grado di meditare sui mobili e ogni volta che chiude gli occhi, sente voci provenienti dal mercato azionario nella sua testa. Le vengono in mente idee per fare soldi, come combinare lo yoga con l'addestramento dei cani. Va in estasi per tutto.
Greg è così preoccupato che regala tutti i suoi mobili e riporta indietro i vecchi oggetti di Dharma, ma questo rende Greg totalmente dipendente da Dharma e perde tutta la sua autostima. A Dharma non piace questa versione di Greg e vuole indietro il Greg assertivo, che aveva una sua personalità. Così, Dharma ricompra i vecchi oggetti di Greg da un ente di beneficenza e li mette in un deposito, come all'inizio.
Greg racconta a Edward di come Dharma abbia messo tutte le sue cose in un deposito e abbia arredato il loro appartamento con tutti i vecchi oggetti di Greg. Nel frattempo, Edward si ribella finalmente al fatto che persino il suo studio privato sia interamente decorato da Kitty. Ha degli aeroplanini giocattolo nel suo studio, mentre voleva un trenino. Ha un chiodo ferroviario in ottone sulla scrivania e non aveva idea di cosa fosse. Il mappamondo nascondeva sotto un set di bicchieri da whisky. L'unica cosa di Edward nel suo studio è la sua vecchia tazza da college che tiene in un cassetto. Quando sente come Dharma abbia portato tutte le cose di Greg dal deposito, affronta Kitty su come lei e la sua decoratrice abbiano scelto tutto per lui. Edward vuole la sua tazza sulla scrivania e non permette a Kitty di spostarla. Kitty chiama la decoratrice argentina per riarredare lo studio di Edward, perché pensa che Edward non sia contento.
- Ascolti USA: 20 000 000 di telespettatori[44]

## Divergenze al vertice
- Titolo originale: Hell to the Chief
- Diretto da: Steven V. Silver
- Scritto da: Regina Stewart e Rachel Sweet

### Trama
Abby è la presidente della cooperativa educativa. Gli insegnanti litigano per ogni piccola questione e ritengono che Abby non sia in grado di gestire le cose come si deve. Marci è la segretaria della cooperativa.
Quando Abby si oppone ancora una volta alla candidatura di Marci per acclamazione, candida impulsivamente Dharma contro di lei, ed entrambe le donne rimangono sconcertate quando Dharma viene eletta all'istante, dopo che Marci ha proposto di votare per alzata di mano fra lei e Dharma. Abby porta Dharma fuori a cena per festeggiare l'evento ed è felice di poter trascorrere più tempo con Larry. Abby dice che a Larry non è permesso mangiare zucchero raffinato o cioccolato. Non vede l'ora di andare a teatro con Larry (in particolare una versione de " I monologhi della vagina").
Mentre Abby cerca di essere d'aiuto, Dharma si impegna a fare dei cambiamenti. Vuole riordinare la bacheca, togliere i poster dei gatti scomparsi (che sono appesi da molti anni), riparare la serratura della porta della cooperativa che solo Abby può aprire e chiamare un riparatore per riparare l'ascensore. Tutto questo si ritorce contro di lei: la proprietaria del gatto è arrabbiata perché il suo gatto potrebbe non essere morto, tutti gli avvisi rimossi feriscono i sentimenti dei proprietari e così via. L'ufficio di Dharma viene utilizzato come deposito per tutti gli ingredienti del bar dei succhi. Claire torna a casa sconvolta quando il suo poster dei gatti viene rimosso e Dharma deve chiedere a Susan di seguire il suo corso di "sesso per anziani".
Questo convince Dharma che Abby la stia sabotando. La porta d'ingresso non si chiude bene e chiama un fabbro che porta via la porta per sottoporla ai raggi X e ripararla. Il tecnico del riscaldamento non si presenta e tutta la cooperativa si blocca perché la porta d'ingresso mancante lascia entrare le intemperie. Dharma non può uscire dalla cooperativa perché non c'è una porta d'ingresso e rimane bloccata in cantina. Greg deve venire a salvarla e le mostra che la facciata della cooperativa ha una persiana, quindi Dharma non deve rimanere lì per la notte.
Dharma si rivolge a Kitty per chiedere aiuto, che le consiglia di diffondere voci innocenti contro la sua avversaria. Dharma progetta un nuovo orario delle lezioni, ma quello che viene esposto in bacheca non è stato ideato da lei e fa impazzire tutti alla cooperativa. Dharma incolpa Abby di aver cambiato gli orari. Ma la cooperativa si rivolta contro Dharma e le dice che è andata fuori di testa.
Nel frattempo, K.D. Lang chiede a Greg un piccolo favore legale. Vuole che l'inquilino dell'appartamento che subaffitta paghi le spese di pulizia. È un incarico molto piccolo, ma Greg è comunque molto contento di accettarlo. Questo fa rapidamente montare la testa a Greg. Inizia a vedersi come il manager di KD. Esamina il suo contratto discografico e inizia a negoziare per suo conto con la casa discografica, senza il suo permesso. KD licenzia Greg.
Si scopre che Larry stava sabotando Dharma perché, con Abby a casa, aveva perso tutta la sua libertà. Larry dice di aver potuto mangiare carne, dolci e guardare film di kung-fu mentre Abby era via. Abby porta via Larry. Dharma torna allo stile di leadership di Abby per affrontare i problemi della cooperativa.
- Guest star: Helen Greenberg (Marci), Kathryn Joosten (Claire), Susan Chuang (Susan) e K.D. Lang (se stessa).
- Ascolti USA: 14 840 000 telespettatori[45]

## Un bebè al volante
- Titolo originale: Be My Baby
- Diretto da: Asaad Kelada
- Scritto da: Chuck Lorre (sceneggiatura), Bill Prady (sceneggiatura), Regina Stewart (sceneggiatura), Michelle Nader (soggetto) e Julie Larson (accreditata come Julie Ann Larson) (soggetto)

### Trama
La visione di un bambino da parte di Dharma spinge lei e Greg a iniziare ufficialmente a provarci; iniziano a fare sesso ovunque. Abby le porta frullati per la fertilità e bambole raffiguranti divinità della fertilità. Abby dice di essere in menopausa, mentre Dharma sta cercando di rimanere incinta.
Dharma e Greg dicono persino a Kitty ed Edward che stanno cercando di avere un bambino. Greg dice che sono sposati da 3 anni e che ora anche il suo studio si è stabilizzato. Entrambi vogliono dei figli e sono pronti ad assumersi questa responsabilità. Dharma racconta loro di come le sia venuta a trovare un'anima meravigliosa che aspettava di nascere nella loro felice famiglia. Dice che il bambino li ha scelti perché anche loro sono pronti a formare una famiglia.
Pete chiede aiuto a Greg per un lavoro dopo essere stato licenziato; vorrebbe lavorare con Greg nel suo studio. Pete dice che è un uomo perbene e che non starà nemmeno troppo in ufficio per intralciare. Greg rifiuta perché Pete è un incompetente. Pete ha studiato legge alle Barbados. Ha fallito l'esame di abilitazione all'esercizio della professione forense 8 volte. Una volta perché era talmente ubriaco da aver vomitato sopra il test. Dharma dice che Greg dovrebbe aiutare Pete a diventare un avvocato migliore.
Jane è arrabbiata e vuole che Dharma convinca Greg a scrivere una lettera di raccomandazione per Pete, che sta facendo domanda per l'azienda Harper Levine. Greg rifiuta di nuovo perché riceve molti clienti da quell'azienda e non vuole metterli a repentaglio. Greg dice che non può mettere a rischio il suo flusso di reddito, ora che stanno cercando di avere un bambino.
Dharma e Greg litigano furiosamente su questo argomento, ma continuano ad avere rapporti sessuali.
Sembra che Pete abbia falsificato una lettera di raccomandazione di Greg a Harper Levine. Ma poi Greg ha scritto la lettera su insistenza di Dharma e ora Harper Levine ha due lettere di Greg. Pete è furioso perché Greg ha promesso di non aiutarlo, e quindi la "disonestà" di Greg è costata a Pete un lavoro. Alla fine Greg gli dà un lavoro.
Kitty aveva invitato Dharma e Greg per una foto di famiglia e voleva che tutti indossassero colori pastello. Dharma e Greg si presentano esattamente come richiesto, ma la loro pelle è diventata arancione. A quanto pare, i frullati per la fertilità di Abby contengono un pigmento particolarmente potente che, come effetto collaterale, altera il colore della pelle. Anche Larry e Abby si presentano per la foto. Dharma ha frainteso e li ha invitati per il ritratto di "famiglia". Kitty si arrende e decide che comunque nessuno vedrà le foto.
- Ascolti USA: 17 430 000 telespettatori[46]

### Annotazioni
1. ↑  La Stampa e L'Unità riportano "Inferno di Dharma".
2. ↑  La Stampa e L'Unità riportano "Avvocato improvvisato".
3. ↑  The TVDB riporta 28 marzo 2000, Rotten riporta 4 aprile 2000, IMDb e Metacritic riportano 21 marzo 2000, il che lascia dei dubbi sulla data di prima tv originale giusta. Tuttavia, sapendo che la fonte degli ascolti USA afferma che il telefilm è stato trasmesso fra il 3 e il 9 aprile 2000, possiamo concludere che l'unica data possibile di prima tv dell'episodio fra quelle riportate è il 4 aprile 2000.
4. ↑  IMDb e Metacritic riportano 18 aprile 2000, mentre The TVDB e Rotten riportano 2 maggio 2000, il che lascia dubbi su quale sia la prima tv originale giusta. Tuttavia, sapendo che la fonte degli ascolti USA afferma che l'episodio è stato trasmesso fra il 1 e il 7 maggio 2000 e che l'unica data che corrisponde a questo requisito  è il 2 maggio 2000, possiamo concludere che l'episodio è stato trasmesso il 2 maggio 2000.
5. ↑  L'Unità riporta "Un bebè volante".

### Fonti
1. ↑   La Stampa - Consultazione Archivio, su www.archiviolastampa.it. URL consultato il 13 gennaio 2023.
2. ↑   La Stampa - Consultazione Archivio, su www.archiviolastampa.it, 2 marzo 2002. URL consultato il 13 gennaio 2023.
3. ↑   La Stampa - Consultazione Archivio, su www.archiviolastampa.it, 9 marzo 2002. URL consultato il 13 gennaio 2023.
4. ↑   L'Unità - Archivio Storico, su archive.org, 9 marzo 2002. URL consultato il 13 gennaio 2023.
5. ↑   La Stampa - Consultazione Archivio, su www.archiviolastampa.it, 16 marzo 2002. URL consultato il 24 maggio 2025.
6. ↑   L'Unità - Archivio Storico, su archive.org, 16 marzo 2002. URL consultato il 13 gennaio 2023.
7. ↑   La Stampa - Consultazione Archivio, su www.archiviolastampa.it, 23 marzo 2002. URL consultato il 24 maggio 2025.
8. ↑   L'Unità - Archivio Storico, su archive.org, 23 marzo 2002. URL consultato il 24 maggio 2025.
9. ↑   L'Unità - Archivio Storico, su archive.org, 22 agosto 2002. URL consultato il 29 maggio 2025.
10. ↑   L'Unità - Archivio Storico, su archive.org, 23 agosto 2002. URL consultato il 29 maggio 2025.
11. ↑   L'Unità - Archivio Storico, su archive.org, 24 agosto 2002. URL consultato il 29 maggio 2025.
12. ↑   L'Unità - Archivio Storico, su archive.org, 26 agosto 2002. URL consultato il 29 maggio 2025.
13. ↑   L'Unità - Archivio Storico, su archive.org, 27 agosto 2002. URL consultato il 29 maggio 2025.
14. ↑   L'Unità - Archivio Storico, su archive.org, 28 agosto 2002. URL consultato il 29 maggio 2025.
15. ↑   L'Unità - Archivio Storico, su archive.org, 29 agosto 2002. URL consultato il 29 maggio 2025.
16. ↑   L'Unità - Archivio Storico, su archive.org, 30 agosto 2002. URL consultato il 29 maggio 2025.
17. ↑   L'Unità - Archivio Storico, su archive.org, 31 agosto 2002. URL consultato il 29 maggio 2025.
18. ↑   L'Unità - Archivio Storico, su archive.org, 2 settembre 2002. URL consultato il 29 maggio 2025.
19. ↑   L'Unità - Archivio Storico, su archive.org, 3 settembre 2002. URL consultato il 29 maggio 2025.
20. ↑   L'Unità - Archivio Storico, su archive.org, 4 settembre 2002. URL consultato il 29 maggio 2025.
21. ↑   L'Unità - Archivio Storico, su archive.org, 5 settembre 2002. URL consultato il 29 maggio 2025.
22. ↑   L'Unità - Archivio Storico, su archive.org, 6 settembre 2002. URL consultato il 29 maggio 2025.
23. ↑  (EN) National Nielsen Viewership (20-26 settembre 1999), su Newspapers.com, The Los Angeles Times, 29 settembre 1999. URL consultato il 4 giugno 2025.
24. ↑  (EN) National Nielsen Viewership (dal 27 settembre al 3 ottobre 1999), su Newspapers.com, The Los Angeles Times, 6 ottobre 1999. URL consultato il 5 giugno 2025.
25. ↑  (EN) National Nielsen Viewership (dal 4 al 10 ottobre 1999), su Newspapers.com, The Los Angeles Times, 13 ottobre 1999. URL consultato il 5 giugno 2025.
26. ↑  (EN) National Nielsen Viewership (dall'11 al 17 ottobre 1999), su Newspapers.com, The Los Angeles Times, 20 ottobre 1999. URL consultato il 5 giugno 2025.
27. ↑  (EN) National Nielsen Viewership (dal 18 al 24 ottobre 1999), su Newspapers.com, The Los Angeles Times, 27 ottobre 1999. URL consultato il 5 giugno 2025.
28. ↑  (EN) National Nielsen Viewership (dal 25 al 31 ottobre 1999), su Newspapers.com, The Los Angeles Times, 3 novembre 1999. URL consultato il 5 giugno 2025.
29. ↑  (EN) National Nielsen Viewership (dal 1 al 7 novembre 1999), su Newspapers.com, The Los Angeles Times, 10 novembre 1999. URL consultato il 5 giugno 2025.
30. ↑  (EN) National Nielsen Viewership (dall'8 al 14 novembre 1999), su Newspapers.com, The Los Angeles Times, 17 novembre 1999. URL consultato il 5 giugno 2025.
31. ↑  (EN) National Nielsen Viewership (dal 15 al 21 novembre 1999), su Newspapers.com, The Los Angeles Times, 24 novembre 1999. URL consultato il 5 giugno 2025.
32. ↑  (EN) National Nielsen Viewership (dal 22 al 28 novembre 1999), su Newspapers.com, The Los Angeles Times, 1º dicembre 1999. URL consultato il 5 giugno 2025.
33. ↑  (EN) National Nielsen Viewership (dal 29 novembre al 5 dicembre 1999), su Newspapers.com, The Los Angeles Times, 8 dicembre 1999. URL consultato il 5 giugno 2025.
34. ↑  (EN) National Nielsen Viewership (dal 13 al 19 dicembre 1999), su Newspapers.com, The Los Angeles Times, 22 dicembre 1999. URL consultato il 5 giugno 2025.
35. ↑  (EN) National Nielsen Viewership (dal 10 al 16 gennaio 2000), su Newspapers.com, The Los Angeles Times, 19 gennaio 2000. URL consultato il 5 giugno 2025.
36. ↑  (EN) National Nielsen Viewership (dal 24 al 30 gennaio 2000), su Newspapers.com, The Los Angeles Times, 2 febbraio 2000. URL consultato il 5 giugno 2025.
37. ↑  (EN) National Nielsen Viewership (dal 7 al 13 febbraio 2000), su Newspapers.com, The Los Angeles Times, 16 febbraio 2000. URL consultato il 5 giugno 2025.
38. ↑  (EN) National Nielsen Viewership (dal 14 al 20 febbraio 2000), su Newspapers.com, The Los Angeles Times, 24 febbraio 2000. URL consultato il 6 giugno 2025.
39. ↑  (EN) National Nielsen Viewership (dal 21 al 27 febbraio 2000), su Newspapers.com, The Los Angeles Times, 1º marzo 2000. URL consultato il 6 giugno 2025.
40. ↑  (EN) National Nielsen Viewership (dal 28 febbraio al 5 marzo 2000), su Newspapers.com, The Los Angeles Times, 8 marzo 2000. URL consultato il 6 giugno 2025.
41. ↑  (EN) National Nielsen Viewership (dal 13 al 19 marzo 2000), su Newspapers.com, The Los Angeles Times, 22 marzo 2000. URL consultato il 6 giugno 2025.
42. ↑  (EN) National Nielsen Viewership (3–9 aprile 2000), su Newspapers.com, The Los Angeles Times, 12 aprile 2000. URL consultato il 30 maggio 2025.
43. ↑  (EN) National Nielsen Viewership (dal 10 al 16 aprile 2000), su Newspapers.com, The Los Angeles Times, 19 aprile 2000. URL consultato il 6 giugno 2025.
44. ↑  (EN) National Nielsen Viewership (1–7 maggio 2000), su Newspapers.com, The Los Angeles Times, 10 maggio 2000. URL consultato il 30 maggio 2025.
45. ↑  (EN) National Nielsen Viewership (dall'8 al 14 maggio 2000), su Newspapers.com, The Los Angeles Times, 17 maggio 2000. URL consultato il 6 giugno 2025.
46. ↑  (EN) National Nielsen Viewership (dal 15 al 21 maggio 2000), su Newspapers.com, The Los Angeles Times, 24 maggio 2000. URL consultato il 6 giugno 2025.